# Francis Tyler
Francis William Tyler (Lake Placid, 11 de diciembre de 1904-Lake Placid, 11 de abril de 1956) fue un deportista estadounidense que compitió en bobsleigh. Participó en dos Juegos Olímpicos de Invierno en los años 1936 y 1948, obteniendo una medalla de oro en Sankt Moritz 1948 en la prueba cuádruple.

## Palmarés internacional
| Juegos Olímpicos | Juegos Olímpicos     | Juegos Olímpicos | Juegos Olímpicos |
| Año              | Lugar                | Medalla          | Prueba           |
| ---------------- | -------------------- | ---------------- | ---------------- |
| 1948             | Sankt Moritz (Suiza) | Medalla de oro   | Cuádruple        |